# Фундаментальная область
Если дано топологическое пространство и группа действий на нём, образы отдельной точки под действием группы действий образуют орбиты действий. Фундаментальная область — это подмножество пространства, которое содержит в точности по одной точке из каждой орбиты. Она даёт геометрическую реализацию абстрактного множества представителей орбит.
Существует множество способов выбора фундаментальной области. Обычно требуется, чтобы фундаментальная область была связным подмножеством с некоторыми ограничениями на границы, например, чтобы они были гладкими или многогранными. Образы выбранной фундаментальной области при действии группы образуют мозаику в пространстве. Одно из основных построений фундаментальных областей опирается на диаграммы Вороного.

## Намётки на общее определение

Решётка на комплексной плоскости и её фундаментальная область (факторпространство — тор).

Если задано действие группы G на топологическом пространстве X посредством гомеоморфизмов, фундаментальная область для таких действий — это множество D представителей орбит. Обычно требуется, чтобы это множество было топологически простым и задавалось одним из нескольких конкретных способов. Обычное условие — чтобы D было почти открытым множеством в том смысле, что D должно быть симметрической разностью открытого множества в G с множеством нулевой меры для некоторой (квази)инвариантной меры на X. Фундаментальная область всегда содержит свободное регулярное множество U, открытое множество, которое передвигается действием G в несвязные копии и почти так же, как D, представляет орбиты. Часто требуется, чтобы D было полным множеством представителей смежных классов с некоторыми повторениями, но чтобы повторяющаяся часть имела нулевую меру. Это обычная ситуация в эргодических теориях. Если фундаментальная область используется для вычисления интеграла на X/G, множество нулевой меры роли не играет.
Например, если X является евклидовым пространством Rn размерности n и G — решётка Zn, действующая на ней как параллельный перенос, факторпространством X/G будет n-мерный тор. Можно взять в качестве фундаментальной области D [0,1)n, что отличается от открытого множества (0,1)n на множество нулевой меры, или замкнутый единичный куб [0,1]n, граница которого состоит из точек, орбиты которых имеют более одного представителя в D.

## Примеры
Примеры в трёхмерном евклидовом пространстве R3.
- для n-кратного вращения: орбита состоит либо из n точек вокруг оси, либо единственной точки на оси; фундаментальная область — сектор
- для зеркального отражения относительно плоскости: орбита состоит либо из двух точек, по одной по разным сторонам от плоскости, либо из единственной точки на плоскости; фундаментальная область — полупространство, ограниченное этой плоскостью
- для центральной симметрии: орбита состоит из двух точек по разные стороны от центра, за исключением единственной орбиты самого центра; фундаментальная область — любое полупространство, ограниченное плоскостью, проходящей через центр
- для вращения на 180° относительно оси: орбита состоит либо из двух точек, находящихся на противоположных сторонах от прямой, либо из единственной точки на самой прямой; фундаментальная область — любое полупространство, ограниченное плоскостью, проходящей через ось симметрии
- для дискретного параллельного переноса в одном направлении: орбиты образуют одномерную решётку в направлении вектора переноса; фундаментальная область — бесконечная область между двумя параллельными плоскостями
- для дискретного параллельного переноса в двух направлениях: орбиты образуют двумерную решётку в направлениях векторов переноса; фундаментальная область имеет в сечении параллелограмм
- для дискретного параллельного переноса в трёх направлениях: орбиты образуют решётку; фундаментальная область — элементарная ячейка, которая является, например, параллелепипедом, или ячейкой Вигнера — Зейтца, которая называется также ячейкой/диаграммой Вороного.

В случае, когда параллельный перенос комбинируется с другими типами симметрий, фундаментальной областью будет часть элементарной ячейки. Например, для групп планарной симметрии фундаментальная область в 1, 2, 3, 4, 6, 8 или 12 раз меньше примитивной ячейки.

## Фундаментальная область модулярной группы
Диаграмма справа показывает часть построения фундаментальной области для действия модулярной группы Γ на верхней полуплоскости H (здесь под верхней полуплоскостью понимается часть комплексной плоскости с положительным коэффициентом при i).

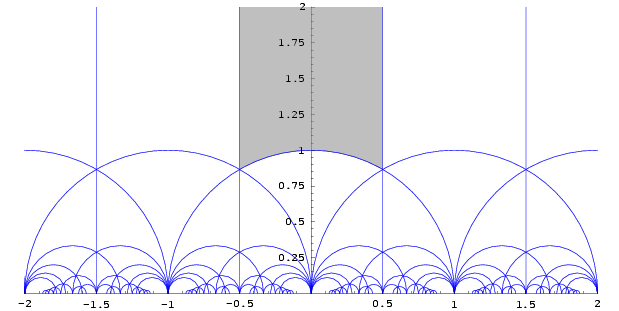
Любая треугольная область является свободным регулярным множеством H/Γ. Серая область (с третьей точкой на бесконечности) является канонической фундаментальной областью.

Эта знаменитая диаграмма появляется во всех классических книгах по модулярным функциям. (Возможно, она была хорошо известна Гауссу, который занимался фундаментальными областями при изучении приведения квадратичных форм.) Здесь каждая треугольная область (ограниченная синими линиями) является свободной регулярной областью действий Γ на H. Границы (синие линии) не являются частями свободных регулярных множеств. Для построения фундаментальной области H/Γ нужно определиться, как назначать точки на границах, и нужно быть осторожным, чтобы не включать эти точки дважды. Так, свободное регулярное множество для данного примера —
{\displaystyle U=\left\{z\in H:\left|z\right|>1,\,\left|\,{\mbox{Re}}(z)\,\right|<{\frac {1}{2}}\right\}.}
Фундаментальная область строится добавлением левой границы, плюс половина дуга снизу, включая среднюю точку:
{\displaystyle D=U\cup \left\{z\in H:\left|z\right|\geq 1,\,{\mbox{Re}}(z)={\frac {-1}{2}}\right\}\cup \left\{z\in H:\left|z\right|=1,\,{\frac {-1}{2}}<{\mbox{Re}}(z)\leq 0\right\}.}
Выбор, какие точки включать, меняется от автора к автору.
Основная трудность при определении фундаментальной области не лежит непосредственно в определении множества, но, скорее, в том, как работать с интегралами по фундаментальной области, когда подынтегральные функции имеют полюсы и нули на границе области.